# Tännäs landskommun
Tännäs landskommun var en tidigare kommun i Jämtlands län. 

## Administrativ historik
Tännäs landskommun inrättades 1863 i Tännäs socken i Härjedalen när 1862 års kommunalförordningar trädde i kraft. Kommunen förblev opåverkad vid kommunreformen 1952. 
Den 1 januari 1952 (enligt beslut den 2 december 1949) överfördes från Övre Ljungadalens landskommun och Storsjö församling till Tännäs landskommun och Ljusnedals församling vissa områden (fastigheterna Messlingen nr 1-4 och Bygget) med 74 invånare (den 31 december 1950) och omfattande 106,84 km², varav 102,54 km² land.
Den 1 januari 1958 överfördes från Övre Ljungadalens landskommun och Storsjö församling till Tännäs landskommun och Ljusnedals församling ett område med 14 invånare och omfattande en areal av 8,82 km², varav 8,76 km² land.
År 1971 infördes enhetlig kommuntyp och Tännäs landskommun ombildades därmed, utan någon territoriell förändring, till Tännäs kommun. Tre år senare blev dock kommunen en del av nybildade Härjedalens kommun.
Kommunkod 1952–1973 var 2329.

### Kyrklig tillhörighet
I kyrkligt hänseende tillhörde Tännäs landskommun församlingarna Ljusnedal och Tännäs.

## Folkmängd
År 1959 fanns det 2 302 invånare i kommunen och befolkningstätheten var 1,0 invånare/km². Detta kan jämföras med riksgenomsnittet som då var 18,0 invånare/km² medan länsgenomsnittet var 3,0 invånare/km².

## Kommunvapnet
Blasonering: I fält av silver med två spetsar mot en blå ginstam två korslagda röda näverlurar.
Detta vapen fastställdes för landskommunen av Kungl Maj:t den 1 mars 1968. Se artikeln om Härjedalens kommunvapen för mer information.

## Geografi
Tännäs landskommun omfattade den 1 januari 1952 en areal av 2 401,44 km², varav 2 280,84 km² land.

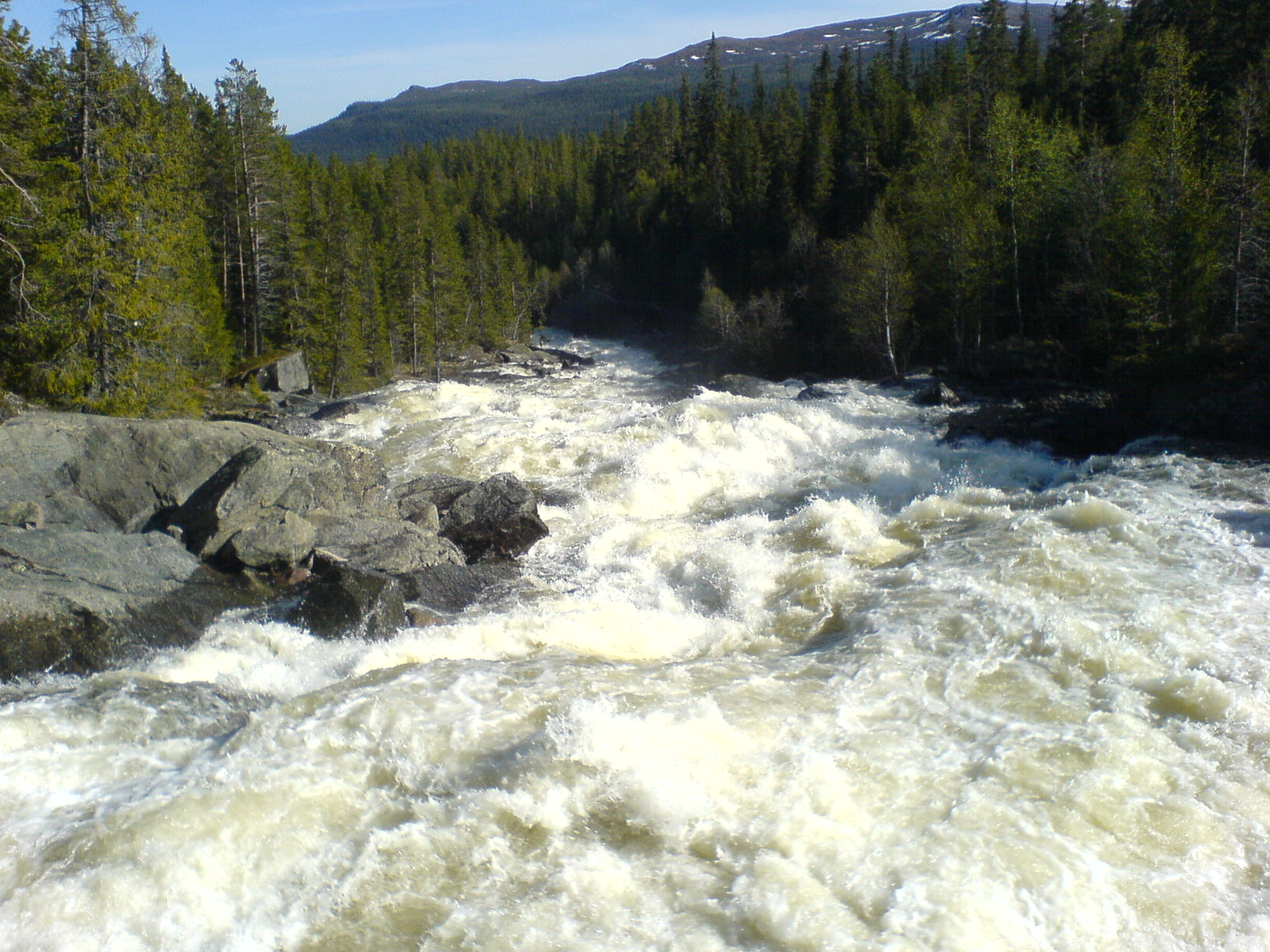
Vattenfall nära Tännäs.

### Tätorter i kommunen 1960
I Tännäs kommun fanns tätorten Funäsdalen, som hade 284 invånare den 1 november 1960. Tätortsgraden i kommunen var då 12,9 procent.

## Politik

### Mandatfördelning i valen 1938-1970
| 7 | 13 |

| 20 |

| 14 | 6 |

| 20 |

| 2 | 11 | 7 |

| 20 |

| 11 | 1 | 8 |

| 18 |

| 12 | 1 | 5 | 2 |

| 19 |

| 10 | 10 |

| 19 |

| 10 | 10 |

| 18 |

| 11 | 1 | 1 | 3 | 4 |

| 20 |

| 11 | 9 |

| 20 |